# Lieuvillers
Lieuvillers és un municipi francès, situat al departament de l'Oise i a la regió dels Alts de França. L'any 2007 tenia 597 habitants.

## Demografia

### Població
El 2007 la població de fet de Lieuvillers era de 597 persones. Hi havia 205 famílies de les quals 36 eren unipersonals (24 homes vivint sols i 12 dones vivint soles), 59 parelles sense fills, 94 parelles amb fills i 16 famílies monoparentals amb fills.
La població ha evolucionat segons el següent gràfic:
Habitants censats

### Habitatges
El 2007 hi havia 228 habitatges, 213 eren l'habitatge principal de la família, 5 eren segones residències i 10 estaven desocupats. 224 eren cases i 4 eren apartaments. Dels 213 habitatges principals, 184 estaven ocupats pels seus propietaris, 27 estaven llogats i ocupats pels llogaters i 3 estaven cedits a títol gratuït; 5 tenien dues cambres, 31 en tenien tres, 60 en tenien quatre i 117 en tenien cinc o més. 165 habitatges disposaven pel capbaix d'una plaça de pàrquing. A 75 habitatges hi havia un automòbil i a 126 n'hi havia dos o més.

### Piràmide de població
La piràmide de població per edats i sexe el 2009 era:
| Homes | Edats   | Dones |
| ----- | ------- | ----- |
| 0     | 95 o +  | 0     |
| 0     | 90 a 94 | 0     |
| 0     | 85 a 89 | 8     |
| 8     | 80 a 84 | 4     |
| 0     | 75 a 79 | 12    |
| 12    | 70 a 74 | 8     |
| 12    | 65 a 69 | 16    |
| 12    | 60 a 64 | 16    |
| 16    | 55 a 59 | 0     |
| 12    | 50 a 54 | 24    |
| 16    | 45 a 49 | 20    |
| 24    | 40 a 44 | 16    |
| 16    | 35 a 39 | 24    |
| 20    | 30 a 34 | 16    |
| 8     | 25 a 29 | 8     |
| 16    | 20 a 24 | 0     |
| 28    | 15 a 19 | 16    |
| 28    | 10 a 14 | 20    |
| 24    | 5 a 9   | 20    |
| 16    | 0 a 4   | 8     |

## Economia
El 2007 la població en edat de treballar era de 386 persones, 298 eren actives i 88 eren inactives. De les 298 persones actives 271 estaven ocupades (148 homes i 123 dones) i 27 estaven aturades (14 homes i 13 dones). De les 88 persones inactives 29 estaven jubilades, 36 estaven estudiant i 23 estaven classificades com a «altres inactius».

### Ingressos
El 2009 a Lieuvillers hi havia 229 unitats fiscals que integraven 635,5 persones, la mediana anual d'ingressos fiscals per persona era de 18.870 €.

### Activitats econòmiques
Dels 18 establiments que hi havia el 2007, 3 eren d'empreses extractives, 1 d'una empresa alimentària, 4 d'empreses de construcció, 2 d'empreses de comerç i reparació d'automòbils, 2 d'empreses de transport, 1 d'una empresa d'hostatgeria i restauració, 1 d'una empresa financera, 1 d'una empresa immobiliària, 1 d'una empresa de serveis, 1 d'una entitat de l'administració pública i 1 d'una empresa classificada com a «altres activitats de serveis».
Dels 7 establiments de servei als particulars que hi havia el 2009, 1 era una oficina de correu, 1 taller de reparació d'automòbils i de material agrícola, 1 guixaire pintor, 1 fusteria, 1 lampisteria, 1 electricista i 1 agència immobiliària.
L'únic establiment comercial que hi havia el 2009 era una fleca.
L'any 2000 a Lieuvillers hi havia 7 explotacions agrícoles.

## Equipaments sanitaris i escolars
El 2009 hi havia una escola elemental integrada dins d'un grup escolar amb les comunes properes formant una escola dispersa.

## Poblacions properes
El següent diagrama mostra les poblacions més properes.